# Olympische Sommerspiele 2012/Teilnehmer (Griechenland)
| Gelbes Symbol für Goldmedaillen mit stilisierten Olympischen Ringen | Graues Symbol für Silbermedaillen mit stilisierten Olympischen Ringen | Braundes Symbol für Bronzemedaillen mit stilisierten Olympischen Ringen |
| ------------------------------------------------------------------- | --------------------------------------------------------------------- | ----------------------------------------------------------------------- |
| —                                                                   | —                                                                     | 2                                                                       |

Griechenland nahm in London an den Olympischen Spielen 2012 teil. Es war die insgesamt 27. Teilnahme an Olympischen Sommerspielen. Vom Elliniki Olympiaki Epitropi wurden insgesamt 103 Athleten in 16 Sportarten nominiert. Die Dreispringerin Paraskevi Papachristou wurde am 25. Juli vom Hauptverantwortlichen der griechischen Olympiamannschaft, Isidoros Kouvelos, wegen eines als beleidigend empfundenen Kommentars über in Griechenland lebende afrikanische Immigranten auf Twitter, von den Spielen ausgeschlossen. Der Hochspringer Dimitrios Chondrokoukis wurde einen Tag vor Beginn der Spiele nach einer positiven Dopingprobe ausgeschlossen.

## Teilnehmer nach Sportarten

### Beachvolleyball
| Athleten                            | Gruppenphase                                                    | Gruppenphase                                                    | Gruppenphase | Gruppenphase | Achtelfinale  | Achtelfinale  | Viertelfinale | Viertelfinale | Halbfinale    | Halbfinale    | Finale        | Finale        | Rang |
| Athleten                            | Gegner                                                          | Ergebnis                                                        | Punkte       | Rang         | Gegner        | Ergebnis      | Gegner        | Ergebnis      | Gegner        | Ergebnis      | Gegner        | Ergebnis      | Rang |
| ----------------------------------- | --------------------------------------------------------------- | --------------------------------------------------------------- | ------------ | ------------ | ------------- | ------------- | ------------- | ------------- | ------------- | ------------- | ------------- | ------------- | ---- |
| Frauen                              |                                                                 |                                                                 |              |              |               |               |               |               |               |               |               |               |      |
| Vasiliki Arvaniti Maria Tsiartsiani | S. Kuhn / N. Zumkehr A. Wassina / A. Wosakowa Zhang X. / Xue C. | 0:2 (13:21, 19:21) 2:1 (18:21, 21:13, 15:12) 0:2 (17:21, 16:21) | 4            | 4            | ausgeschieden | ausgeschieden | ausgeschieden | ausgeschieden | ausgeschieden | ausgeschieden | ausgeschieden | ausgeschieden | 19   |

### Bogenschießen
| Athleten         | Wettbewerb | Qualifikation | Qualifikation | 1. Runde    | 1. Runde | 2. Runde      | 2. Runde      | Achtelfinale  | Achtelfinale  | Viertelfinale | Viertelfinale | Halbfinale    | Halbfinale    | Finale        | Finale        | Rang |
| Athleten         | Wettbewerb | Ringe         | Rang          | Gegner      | Ergebnis | Gegner        | Ergebnis      | Gegner        | Ergebnis      | Gegner        | Ergebnis      | Gegner        | Ergebnis      | Gegner        | Ergebnis      | Rang |
| ---------------- | ---------- | ------------- | ------------- | ----------- | -------- | ------------- | ------------- | ------------- | ------------- | ------------- | ------------- | ------------- | ------------- | ------------- | ------------- | ---- |
| Frauen           |            |               |               |             |          |               |               |               |               |               |               |               |               |               |               |      |
| Evangelia Psarra | Einzel     | 636           | 43            | B. Laishram | 4:6      | ausgeschieden | ausgeschieden | ausgeschieden | ausgeschieden | ausgeschieden | ausgeschieden | ausgeschieden | ausgeschieden | ausgeschieden | ausgeschieden | 33   |

### Fechten
| Athleten            | Wettbewerb   | 1. Runde             | 1. Runde | 2. Runde | 2. Runde | Achtelfinale     | Achtelfinale | Viertelfinale | Viertelfinale | Halbfinale    | Halbfinale    | Finale        | Finale        | Rang |
| Athleten            | Wettbewerb   | Gegner               | Ergebnis | Gegner   | Ergebnis | Gegner           | Ergebnis     | Gegner        | Ergebnis      | Gegner        | Ergebnis      | Gegner        | Ergebnis      | Rang |
| ------------------- | ------------ | -------------------- | -------- | -------- | -------- | ---------------- | ------------ | ------------- | ------------- | ------------- | ------------- | ------------- | ------------- | ---- |
| Frauen              |              |                      |          |          |          |                  |              |               |               |               |               |               |               |      |
| Vassiliki Vougiouka | Säbel Einzel | Louise Bond-Williams | 15:8     | –        | –        | Aleksandra Socha | 15:7         | Kim Ji-yeon   | 12:15         | ausgeschieden | ausgeschieden | ausgeschieden | ausgeschieden | 5    |

### Gewichtheben
| Athleten           | Wettbewerb       | Reißen  | Reißen | Stoßen  | Stoßen | Zweikampf | Zweikampf | Rang |
| Athleten           | Wettbewerb       | Gewicht | Rang   | Gewicht | Rang   | Gewicht   | Rang      | Rang |
| ------------------ | ---------------- | ------- | ------ | ------- | ------ | --------- | --------- | ---- |
| Männer             |                  |         |        |         |        |           |           |      |
| David Kavelashvili | Klasse bis 94 kg | 170 kg  | 11     | 200 kg  | 13     | 370 kg    | 13        | 13   |

### Judo
| Athleten            | Wettbewerb       | 1. Runde            | 1. Runde  | Achtelfinale  | Achtelfinale  | Viertelfinale   | Viertelfinale | Hoffnungsrunde Halbfinale | Hoffnungsrunde Halbfinale | Halbfinale    | Halbfinale    | Hoffnungsrunde Finale | Hoffnungsrunde Finale | Finale        | Finale        | Rang   |
| Athleten            | Wettbewerb       | Gegner              | Ergebnis  | Gegner        | Ergebnis      | Gegner          | Ergebnis      | Gegner                    | Ergebnis                  | Gegner        | Ergebnis      | Gegner                | Ergebnis              | Gegner        | Ergebnis      | Rang   |
| ------------------- | ---------------- | ------------------- | --------- | ------------- | ------------- | --------------- | ------------- | ------------------------- | ------------------------- | ------------- | ------------- | --------------------- | --------------------- | ------------- | ------------- | ------ |
| Frauen              |                  |                     |           |               |               |                 |               |                           |                           |               |               |                       |                       |               |               |        |
| Ioulieta Boukouvala | Klasse bis 57 kg | Yurisleydis Lupetey | 0001-0011 | ausgeschieden | ausgeschieden | ausgeschieden   | ausgeschieden | ausgeschieden             | ausgeschieden             | ausgeschieden | ausgeschieden | ausgeschieden         | ausgeschieden         | ausgeschieden | ausgeschieden | 17     |
| Männer              |                  |                     |           |               |               |                 |               |                           |                           |               |               |                       |                       |               |               |        |
| Ilias Iliadis       | Klasse bis 90 kg | Milan Randl         | 0111-0002 | Karolis Bauža | 010-0003      | Kirill Denissow | 000-002       | Mark Anthony              | 100-000                   | ausgeschieden | ausgeschieden | Tiago Camilo          | 0011-0002             | ausgeschieden | ausgeschieden | Bronze |

### Kanu

#### Kanuslalom
| Athleten           | Wettbewerb | Vorlauf  | Vorlauf | Halbfinale    | Halbfinale    | Finale        | Finale        | Rang |
| Athleten           | Wettbewerb | Zeit     | Rang    | Zeit          | Rang          | Zeit          | Rang          | Rang |
| ------------------ | ---------- | -------- | ------- | ------------- | ------------- | ------------- | ------------- | ---- |
| Männer             |            |          |         |               |               |               |               |      |
| Christos Tsakmakis | C-1        | 105,22 s | 15      | ausgeschieden | ausgeschieden | ausgeschieden | ausgeschieden | 15   |

### Leichtathletik
Laufen und Gehen
| Athleten                    | Wettbewerb   | Vorlauf     | Vorlauf | Halbfinale    | Halbfinale    | Finale        | Finale        | Rang |
| Athleten                    | Wettbewerb   | Zeit        | Rang    | Zeit          | Rang          | Zeit          | Rang          | Rang |
| --------------------------- | ------------ | ----------- | ------- | ------------- | ------------- | ------------- | ------------- | ---- |
| Frauen                      |              |             |         |               |               |               |               |      |
| Maria Belimbasaki           | 100 m        | 11,63 s     | 6       | ausgeschieden | ausgeschieden | ausgeschieden | ausgeschieden | 46   |
| Maria Belimbasaki           | 200 m        | 23,36 s     | 4       | ausgeschieden | ausgeschieden | ausgeschieden | ausgeschieden | 32   |
| Eleni Filandra              | 800 m        | 2:02,29 min | 3       | 2:04,42 min   | 8             | ausgeschieden | ausgeschieden | 23   |
| Konstadina Kefala           | Marathon     | –           | –       | –             | –             | 3:01:18 h     | 104           | 104  |
| Despina Zapounidou          | 20 km Gehen  | –           | –       | –             | –             | 1:35:19 h     | 44            | 44   |
| Männer                      |              |             |         |               |               |               |               |      |
| Lykourgos-Stefanos Tsakonas | 200 m        | 20,56 s     | 4       | 20,52 s       | 5             | ausgeschieden | ausgeschieden | 12   |
| Konstadinos Poulios         | Marathon     | –           | –       | –             | –             | 2:33:17 h     | 80            | 80   |
| Konstandinos Douvalidis     | 110 m Hürden | 13,40 s     | 2       | 13,77 s       | 7             | ausgeschieden | ausgeschieden | 23   |
| Periklis Iakovakis          | 400 m Hürden | 50,27 s     | 5       | ausgeschieden | ausgeschieden | ausgeschieden | ausgeschieden | 32   |
| Alexandros Papamichail      | 20 km Gehen  | –           | –       | –             | –             | 1:21:12 h     | 15            | 15   |
| Alexandros Papamichail      | 50 km Gehen  | –           | –       | –             | –             | 3:49:56 h     | 25            | 25   |

Springen und Werfen
| Athleten                 | Wettbewerb     | Qualifikation | Qualifikation | Finale        | Finale        | Rang |
| Athleten                 | Wettbewerb     | Weite/Höhe    | Rang          | Weite/Höhe    | Rang          | Rang |
| ------------------------ | -------------- | ------------- | ------------- | ------------- | ------------- | ---- |
| Frauen                   |                |               |               |               |               |      |
| Athanasia Perra          | Dreisprung     | 11,93 m       | 33            | ausgeschieden | ausgeschieden | 33   |
| Niki Paneta              | Dreisprung     | 13,66 m       | 24            | ausgeschieden | ausgeschieden | 24   |
| Antonia Stergiou         | Hochsprung     | 1,93 m        | 13            | ausgeschieden | ausgeschieden | 13   |
| Nikoleta Kyriakopoulou   | Stabhochsprung | 4,25 m        | 19            | ausgeschieden | ausgeschieden | 19   |
| Ekaterini Stefanidi      | Stabhochsprung | 4,25 m        | 24            | ausgeschieden | ausgeschieden | 24   |
| Stella-Iro Ledaki        | Stabhochsprung | 4,50 m        | 13            | ausgeschieden | ausgeschieden | 13   |
| Savva Lika               | Speerwerfen    | 57,06 m       | 27            | ausgeschieden | ausgeschieden | 27   |
| Männer                   |                |               |               |               |               |      |
| Louis Tsatoumas          | Weitsprung     | 7,53 m        | 29            | ausgeschieden | ausgeschieden | 29   |
| Konstandinos Baniotis    | Hochsprung     | 2,21 m        | 25            | ausgeschieden | ausgeschieden | 25   |
| Konstandinos Filippidis  | Stabhochsprung | 5,60 m        | 3             | 5,65 m        | 7             | 7    |
| Alexandros Papadimitriou | Hammerwerfen   | 67,10 m       | 37            | ausgeschieden | ausgeschieden | 37   |
| Spyridon Lebesis         | Speerwerfen    | 82,40 m       | 5             | 81,91 m       | 7             | 7    |
| Michalis Stamatogiannis  | Kugelstoßen    | 19,24 m       | 25            | ausgeschieden | ausgeschieden | 25   |

Mehrkampf
| Athletinnen        | 100 m Hürden | 100 m Hürden | Hochsprung | Hochsprung | Kugelstoßen | Kugelstoßen | 200 m   | 200 m  | Weitsprung | Weitsprung | Speerwerfen | Speerwerfen | 800 m       | 800 m  | Punkte | Rang |
| Athletinnen        | Zeit         | Punkte       | Höhe       | Punkte     | Weite       | Punkte      | Zeit    | Punkte | Weite      | Punkte     | Weite       | Punkte      | Zeit        | Punkte | Punkte | Rang |
| ------------------ | ------------ | ------------ | ---------- | ---------- | ----------- | ----------- | ------- | ------ | ---------- | ---------- | ----------- | ----------- | ----------- | ------ | ------ | ---- |
| Siebenkampf Frauen |              |              |            |            |             |             |         |        |            |            |             |             |             |        |        |      |
| Sofia Yfandidou    | 13,82 s      | 1004         |            |            | 12,96 m     | 725         | 25,91 s | 805    | 5,81 m     | 792        | 56,96 m     | 995         | 2:22,03 min | 796    | 5947   | 24   |

### Radsport

#### Bahn
| Athleten           | Wettbewerb | Qualifikation | Qualifikation | Finals        | Finals        | Rang          |
| Athleten           | Wettbewerb | Zeit          | Rang          | Zeit          | Rang          | Rang          |
| ------------------ | ---------- | ------------- | ------------- | ------------- | ------------- | ------------- |
| Männer             |            |               |               |               |               |               |
| Zafeiris Volikakis | Sprint     | 10,663 s      | 17            | ausgeschieden | ausgeschieden | ausgeschieden |
| Christos Volikakis | Keirin     | –             | 6             | –             | 9             | 9             |

#### Straße
| Athleten           | Wettbewerb    | Zeit      | Rang |
| ------------------ | ------------- | --------- | ---- |
| Männer             |               |           |      |
| Ioannis Tamouridis | Straßenrennen | 5:58:24 h | 110  |

#### Mountainbike
| Athleten       | Wettbewerb    | Zeit      | Rang |
| -------------- | ------------- | --------- | ---- |
| Männer         |               |           |      |
| Periklis Ilias | Cross-Country | 1:38:51 h | 33   |

### Rhythmische Sportgymnastik
| Athletinnen                                                                                      | Wettbewerb       | Qualifikation | Qualifikation | Finale        | Finale        | Rang |
| Athletinnen                                                                                      | Wettbewerb       | Punkte        | Rang          | Punkte        | Rang          | Rang |
| ------------------------------------------------------------------------------------------------ | ---------------- | ------------- | ------------- | ------------- | ------------- | ---- |
| Frauen                                                                                           |                  |               |               |               |               |      |
| Eleni Doika Alexia Kyriazi Marianthi Zafeiriou Evdokia Loukagou Stavroula Samara Vasileia Zachou | Mehrkampf Gruppe | 51,875        | 9             | ausgeschieden | ausgeschieden | 9    |

### Ringen
| Athleten          | Wettbewerb       | 1. Runde | 1. Runde | Achtelfinale       | Achtelfinale | Viertelfinale | Viertelfinale | Halbfinale    | Halbfinale    | Hoffnungsrunde Viertelfinale | Hoffnungsrunde Viertelfinale | Hoffnungsrunde Halbfinale | Hoffnungsrunde Halbfinale | Hoffnungsrunde Finale | Hoffnungsrunde Finale | Finale        | Finale        | Rang |
| Athleten          | Wettbewerb       | Gegner   | Ergebnis | Gegner             | Ergebnis     | Gegner        | Ergebnis      | Gegner        | Ergebnis      | Gegner                       | Ergebnis                     | Gegner                    | Ergebnis                  | Gegner                | Ergebnis              | Gegner        | Ergebnis      | Rang |
| ----------------- | ---------------- | -------- | -------- | ------------------ | ------------ | ------------- | ------------- | ------------- | ------------- | ---------------------------- | ---------------------------- | ------------------------- | ------------------------- | --------------------- | --------------------- | ------------- | ------------- | ---- |
| Freistil Frauen   |                  |          |          |                    |              |               |               |               |               |                              |                              |                           |                           |                       |                       |               |               |      |
| Maria Prevolaraki | Klasse bis 55 kg | Freilos  | Freilos  | Julija Ratkewitsch | 0:3          | ausgeschieden | ausgeschieden | ausgeschieden | ausgeschieden | ausgeschieden                | ausgeschieden                | ausgeschieden             | ausgeschieden             | ausgeschieden         | ausgeschieden         | ausgeschieden | ausgeschieden | 15   |
| Freistil Männer   |                  |          |          |                    |              |               |               |               |               |                              |                              |                           |                           |                       |                       |               |               |      |
| Oleg Motsalin     | Klasse bis 74 kg | Freilos  | Freilos  | Soslan Tigiev      | 0:3          | ausgeschieden | ausgeschieden | ausgeschieden | ausgeschieden | ausgeschieden                | ausgeschieden                | ausgeschieden             | ausgeschieden             | ausgeschieden         | ausgeschieden         | ausgeschieden | ausgeschieden | 17   |

### Rudern
| Athleten                                                                | Wettbewerb                  | Vorlauf     | Vorlauf | Hoffnungslauf | Hoffnungslauf | Viertelfinale | Viertelfinale | Halbfinale  | Halbfinale | Finale      | Finale | Rang   |
| Athleten                                                                | Wettbewerb                  | Zeit        | Rang    | Zeit          | Rang          | Zeit          | Rang          | Zeit        | Rang       | Zeit        | Rang   | Rang   |
| ----------------------------------------------------------------------- | --------------------------- | ----------- | ------- | ------------- | ------------- | ------------- | ------------- | ----------- | ---------- | ----------- | ------ | ------ |
| Frauen                                                                  |                             |             |         |               |               |               |               |             |            |             |        |        |
| Christina Giazitzidou Alexandra Tsiavou                                 | Leichtgewichts-Doppelzweier | 7:03,66 min | 1       | –             | –             | –             | –             | 7:09,01 min | 2          | 7:12,09 min | 3      | Bronze |
| Männer                                                                  |                             |             |         |               |               |               |               |             |            |             |        |        |
| Apostolos Gountoulas Nikolaos Gountoulas                                | Zweier                      | 6:21,46 min | 3       | –             | –             | –             | –             | 7:07,15 min | 5          | 6:53,69 min | 9      | 9      |
| Ioannis Christou Stergios Papachristos Giannis Tsilis Georgios Tziallas | Vierer                      | 5:57,71 min | 3       | –             | –             | –             | –             | 6:02,61 min | 2          | 6:11,43 min | 4      | 4      |
| Eleftherios Konsolas Panagiotis Magdanis                                | Leichtgewichts-Doppelzweier | 6:42,13 min | 5       | 6:31,13 min   | 1             | –             | –             | 6:40,89 min | 4          | 6:31,71 min | 8      | 8      |

### Schießen
| Athleten            | Wettbewerb       | Qualifikation | Qualifikation | Finale        | Finale        | Ringe | Rang |
| Athleten            | Wettbewerb       | Ringe         | Rang          | Ringe         | Rang          | Ringe | Rang |
| ------------------- | ---------------- | ------------- | ------------- | ------------- | ------------- | ----- | ---- |
| Frauen              |                  |               |               |               |               |       |      |
| Athina Douka        | Luftpistole 10 m | 369           | 42            | ausgeschieden | ausgeschieden | 369   | 42   |
| Männer              |                  |               |               |               |               |       |      |
| Efthimios Mitas     | Skeet            | 114           | 25            | ausgeschieden | ausgeschieden | 114   | 25   |
| Nikolaos Mauromatis | Skeet            | 119           | 9             | ausgeschieden | ausgeschieden | 119   | 9    |

### Schwimmen
| Athleten                                                                             | Wettbewerb                 | Vorlauf     | Vorlauf | Halbfinale    | Halbfinale    | Finale        | Finale        | Rang |
| Athleten                                                                             | Wettbewerb                 | Zeit        | Rang    | Zeit          | Rang          | Zeit          | Rang          | Rang |
| ------------------------------------------------------------------------------------ | -------------------------- | ----------- | ------- | ------------- | ------------- | ------------- | ------------- | ---- |
| Frauen                                                                               |                            |             |         |               |               |               |               |      |
| Theodora Drakou                                                                      | 50 m Freistil              | 25,13 s     | 13      | 25,28 s       | 16            | ausgeschieden | ausgeschieden | 16   |
| Nery Mantey Niangkouara                                                              | 50 m Freistil              | 25,40 s     | 21      | ausgeschieden | ausgeschieden | ausgeschieden | ausgeschieden | 21   |
| Nery Mantey Niangkouara                                                              | 100 m Freistil             | 56,63 s     | 32      | ausgeschieden | ausgeschieden | ausgeschieden | ausgeschieden | 32   |
| Kristel Vourna                                                                       | 100 m Schmetterling        | 58,74 s     | 16      | 58,31 s       | 12            | ausgeschieden | ausgeschieden | 12   |
| Kristel Vourna Theodora Drakou Nery Mantey Niangkouara Theodora Yiareni Martha Matsa | 4 × 100-m-Freistil-Staffel | 3:45,55 min | 16      | –             | –             | ausgeschieden | ausgeschieden | 16   |
| Marianna Lymberta                                                                    | 10 km Freiwasser           | –           | –       | –             | –             | 2:04:26,5 h   | 22            | 22   |
| Männer                                                                               |                            |             |         |               |               |               |               |      |
| Ioannis Kalargaris                                                                   | 50 m Freistil              | 22,80 s     | 30      | ausgeschieden | ausgeschieden | ausgeschieden | ausgeschieden | 30   |
| Kristian Gkolomeev                                                                   | 100 m Freistil             | 50,08 s     | 31      | ausgeschieden | ausgeschieden | ausgeschieden | ausgeschieden | 31   |
| Stefanos Dimitriadis                                                                 | 100 m Schmetterling        | 54,20 s     | 40      | ausgeschieden | ausgeschieden | ausgeschieden | ausgeschieden | 40   |
| Ioannis Drymonakos                                                                   | 200 m Schmetterling        | 1:56,97 min | 16      | 1:58,05 min   | 15            | ausgeschieden | ausgeschieden | 15   |
| Stefanos Dimitriadis                                                                 | 200 Schmetterling          | 1:58,79 min | 23      | ausgeschieden | ausgeschieden | ausgeschieden | ausgeschieden | 23   |
| Panagiotis Samilidis                                                                 | 100 m Brust                | 1:01,20 min | 22      | ausgeschieden | ausgeschieden | ausgeschieden | ausgeschieden | 22   |
| Panagiotis Samilidis                                                                 | 200 m Brust                | 2:14,82 min | 27      | ausgeschieden | ausgeschieden | ausgeschieden | ausgeschieden | 27   |
| Aristeidis Grigoriadis                                                               | 100 m Rücken               | 54,52 s     | 17      | 54,20 s       | 14            | ausgeschieden | ausgeschieden | 14   |
| Andreas Vazaios                                                                      | 200 m Lagen                | 2:01,23 min | 26      | ausgeschieden | ausgeschieden | ausgeschieden | ausgeschieden | 26   |
| Ioannis Drymonakos                                                                   | 400 m Lagen                | 4:17,04 min | 17      | –             | –             | ausgeschieden | ausgeschieden | 17   |
| Spyros Gianniotis                                                                    | 10 km Freiwasser           | –           | –       | –             | –             | 1:50:05,3 h   | 4             | 4    |

### Segeln
Fleet Race
| Athleten                                       | Wettbewerb      | Qualifikation | Qualifikation | Medal Race    | Medal Race    | Punkte | Rang |
| Athleten                                       | Wettbewerb      | Punkte        | Rang          | Punkte        | Rang          | Punkte | Rang |
| ---------------------------------------------- | --------------- | ------------- | ------------- | ------------- | ------------- | ------ | ---- |
| Frauen                                         |                 |               |               |               |               |        |      |
| Angeliki Skarlatou                             | Windsurfen RS:X | 134           | 16            | ausgeschieden | ausgeschieden | 134    | 16   |
| Anna Agrafioti                                 | Laser Radial    | 257           | 33            | ausgeschieden | ausgeschieden | 257    | 33   |
| Männer                                         |                 |               |               |               |               |        |      |
| Byron Kokkalanis                               | Windsurfen RS:X | 65            | 5             | 12            | 6             | 77     | 6    |
| Evangelos Chimonas                             | Laser           | 206           | 26            | ausgeschieden | ausgeschieden | 206    | 26   |
| Panagiotis Kampouridis Efstathios Papadopoulos | 470er           | 148           | 19            | ausgeschieden | ausgeschieden | 148    | 19   |
| Ioannis Mitakis                                | Finn Dinghy     | 108           | 14            | ausgeschieden | ausgeschieden | 108    | 14   |
| Dionisios Dimou Michail Pateniotis             | 49er            | 242           | 20            | ausgeschieden | ausgeschieden | 242    | 20   |
| Emilios Papathanasiou Antonios Tsotras         | Starboot        | 106           | 14            | ausgeschieden | ausgeschieden | 106    | 14   |

### Synchronschwimmen
| Athletinnen                          | Wettbewerb | Qualifikation     | Qualifikation     | Qualifikation  | Qualifikation  | Qualifikation | Qualifikation | Finale         | Finale         | Finale           | Finale           |
| Athletinnen                          | Wettbewerb | Technische Kür TK | Technische Kür TK | Freie Kür FK-Q | Freie Kür FK-Q | Gesamt        | Gesamt        | Freie Kür FK-F | Freie Kür FK-F | Gesamt TK + FK-F | Gesamt TK + FK-F |
| Athletinnen                          | Wettbewerb | Punkte            | Rang              | Punkte         | Rang           | Punkte        | Rang          | Punkte         | Rang           | Punkte           | Rang             |
| ------------------------------------ | ---------- | ----------------- | ----------------- | -------------- | -------------- | ------------- | ------------- | -------------- | -------------- | ---------------- | ---------------- |
| Frauen                               |            |                   |                   |                |                |               |               |                |                |                  |                  |
| Evangelia Platanioti Despina Solomou | Duett      | 89,200            | 8                 | 88,840         | 8              | 178,040       | 8             | 89,360         | 8              | 178,560          | 8                |

### Taekwondo
| Athleten              | Wettbewerb        | Achtelfinale    | Achtelfinale | Viertelfinale | Viertelfinale | Halbfinale    | Halbfinale    | Hoffnungsrunde Halbfinale | Hoffnungsrunde Halbfinale | Hoffnungsrunde Finale | Hoffnungsrunde Finale | Finale        | Finale        | Rang |
| Athleten              | Wettbewerb        | Gegner          | Ergebnis     | Gegner        | Ergebnis      | Gegner        | Ergebnis      | Gegner                    | Ergebnis                  | Gegner                | Ergebnis              | Gegner        | Ergebnis      | Rang |
| --------------------- | ----------------- | --------------- | ------------ | ------------- | ------------- | ------------- | ------------- | ------------------------- | ------------------------- | --------------------- | --------------------- | ------------- | ------------- | ---- |
| Männer                |                   |                 |              |               |               |               |               |                           |                           |                       |                       |               |               |      |
| Alexandros Nikolaidis | Klasse über 80 kg | Bahri Tanrıkulu | 3:7          | ausgeschieden | ausgeschieden | ausgeschieden | ausgeschieden | ausgeschieden             | ausgeschieden             | ausgeschieden         | ausgeschieden         | ausgeschieden | ausgeschieden | 11   |

### Tischtennis
| Athleten          | Wettbewerb | 1. Runde | 1. Runde | 2. Runde          | 2. Runde | 3. Runde        | 3. Runde | 4. Runde      | 4. Runde      | Viertelfinale | Viertelfinale | Halbfinale    | Halbfinale    | Finale        | Finale        |
| Athleten          | Wettbewerb | Gegner   | Ergebnis | Gegner            | Ergebnis | Gegner          | Ergebnis | Gegner        | Ergebnis      | Gegner        | Ergebnis      | Gegner        | Ergebnis      | Gegner        | Ergebnis      |
| ----------------- | ---------- | -------- | -------- | ----------------- | -------- | --------------- | -------- | ------------- | ------------- | ------------- | ------------- | ------------- | ------------- | ------------- | ------------- |
| Männer            |            |          |          |                   |          |                 |          |               |               |               |               |               |               |               |               |
| Panagiotis Gionis | Einzel     | -        | -        | Omar Assar        | 4 - 0    | Seiya Kishikawa | 3 - 4    | ausgeschieden | ausgeschieden | ausgeschieden | ausgeschieden | ausgeschieden | ausgeschieden | ausgeschieden | ausgeschieden |
| Kalinikos Kreanga | Einzel     | -        | -        | Jean-Michel Saive | 4 - 1    | Michael Maze    | 1 - 4    | ausgeschieden | ausgeschieden | ausgeschieden | ausgeschieden | ausgeschieden | ausgeschieden | ausgeschieden | ausgeschieden |

### Turnen
| Athleten             | Wettbewerb       | Qualifikation | Qualifikation | Finale        | Finale        | Rang          |
| Athleten             | Wettbewerb       | Punkte        | Rang          | Punkte        | Rang          | Rang          |
| -------------------- | ---------------- | ------------- | ------------- | ------------- | ------------- | ------------- |
| Frauen               |                  |               |               |               |               |               |
| Vasiliki Millousi    | Mehrkampf Einzel | 53,524        | 34            | ausgeschieden | ausgeschieden | ausgeschieden |
| Vasiliki Millousi    | Sprung           | 12,800        | 74            | ausgeschieden | ausgeschieden | ausgeschieden |
| Vasiliki Millousi    | Stufenbarren     | 13,425        | 42            | ausgeschieden | ausgeschieden | ausgeschieden |
| Vasiliki Millousi    | Schwebebalken    | 14,366        | 18            | ausgeschieden | ausgeschieden | ausgeschieden |
| Vasiliki Millousi    | Boden            | 12,933        | 58            | ausgeschieden | ausgeschieden | ausgeschieden |
| Männer               |                  |               |               |               |               |               |
| Vasileios Tsolakidis | Barren           | 15,466        | 7             | 15,300        | 6             | 6             |
| Vlasis Maras         | Reck             | 14,300        | 35            | ausgeschieden | ausgeschieden | ausgeschieden |

### Wasserball
| Wettbewerb         | Männer |
| ------------------ | --- |
| Athleten           | Nikolaos Deligiannis Emmanouil Mylonakis Andreas Miralis Konstantinos Kokkinakis Theodoros Chatzitheodorou Argyris Theodoropoulos Christos Afroudakis Georgios Afroudakis Evangelos Delakas Ioannis Fountoulis Konstantinos Mourikis Manthos Voulgarakis Filippos Karampetsos |
| Trainer            | Dragan Andrić |
| Gruppenphase       | Kroatien (6:8) Italien (7:7) Kasachstan (11:4) Spanien (9:11) Australien (8:13) |
| Viertelfinale      | ausgeschieden |
| Platzierungsspiele | ausgeschieden |
| Halbfinale         | ausgeschieden |
| Finale             | ausgeschieden |
| Platzierung        | 9 |

### Wasserspringen
| Athleten            | Wettbewerb        | Vorkampf | Vorkampf | Halbfinale    | Halbfinale    | Finale        | Finale        | Rang |
| Athleten            | Wettbewerb        | Punkte   | Rang     | Punkte        | Rang          | Punkte        | Rang          | Rang |
| ------------------- | ----------------- | -------- | -------- | ------------- | ------------- | ------------- | ------------- | ---- |
| Männer              |                   |          |          |               |               |               |               |      |
| Stefanos Paparounas | Kunstspringen 3 m | 366,10   | 26       | ausgeschieden | ausgeschieden | ausgeschieden | ausgeschieden | 26   |